# Podział pracy
Podział pracy – w socjologii i ekonomii, podział zadań pomiędzy jednostki i grupy w ramach zbiorowości czy instytucji, pozwalający na specjalizację w ich wykonywaniu. Pojęcie jest szeroko stosowane w ekonomii (także ekonomii politycznej) i socjologii.

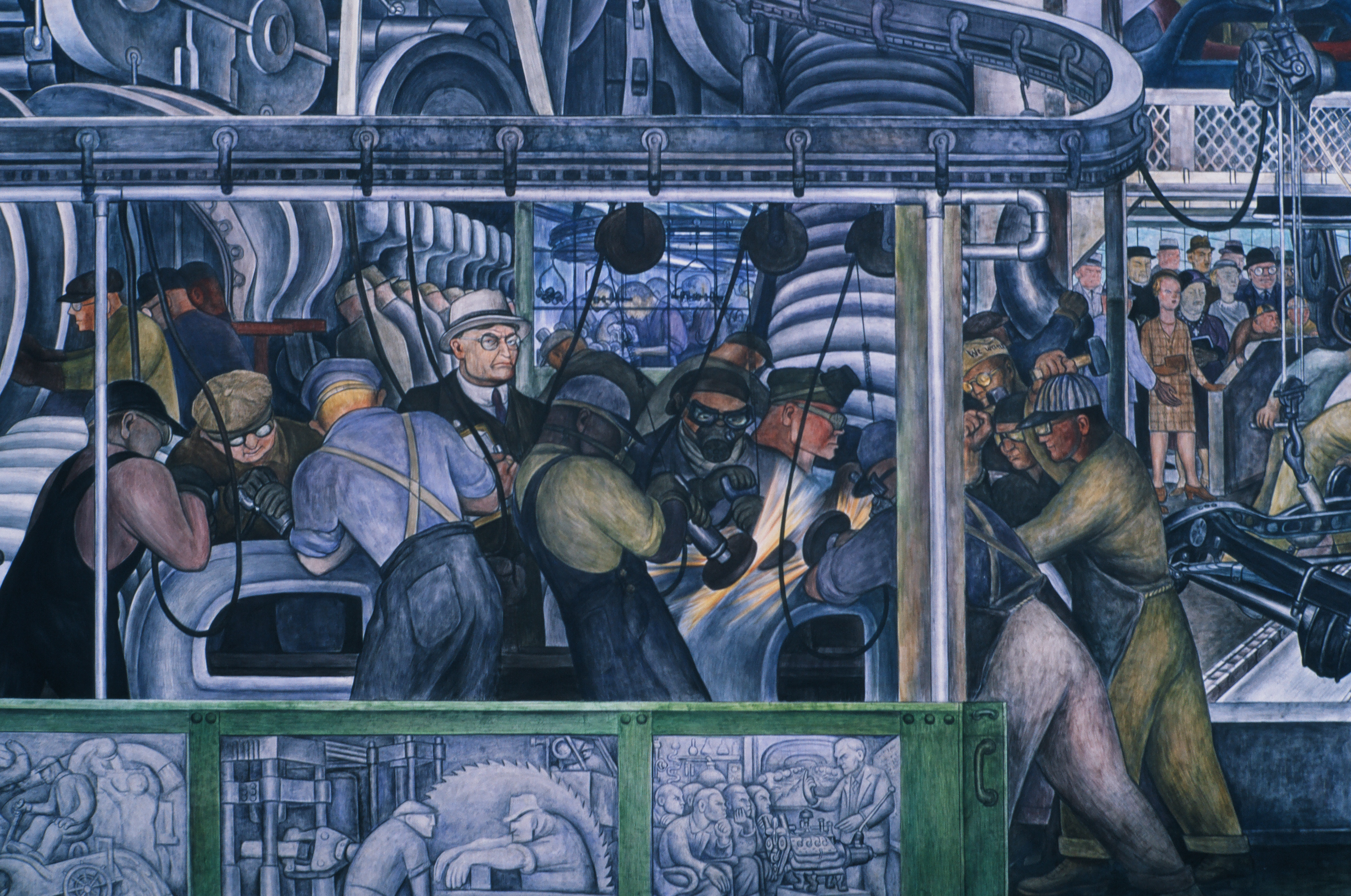
Tayloryzm był formą organizacji produkcji opierającym się ściśle na podziale pracy (Lars Plougmann, Tayloryzm)

## Rozwój pojęcia

### Adam Smith
Wprowadzenie pojęcia podziału pracy przypisuje się często Adamowi Smithowi. Smith poświęca podziałowi pracy trzy pierwsze rozdziały Badań nad naturą i przyczynami bogactwa narodów (1776). Opisuje w nich jak proces różnicowania się społeczeństwa ze względu na przyjmowanie różnych ról zawodowych wraz z powiększającą się specjalizacją wykonywanych czynności na rzecz społeczeństwa. Na początku Smith podaje często potem przytaczany przykład manufaktury wytwarzającej szpilki:

Weźmy więc dla przykładu drobny przemysł, który jednak swym podziałem pracy często zwracał na siebie uwagę, mianowicie wyrób szpilek; robotnik nie zaprawiony do tej pracy (którą podział pracy uczynił odrębnym zawodem); i nie obeznany z używanymi w niej maszynami (do których wynalezienia podnietę dał prawdopodobnie właśnie ten podział pracy) potrafiłby może z trudnością przy największej pilności zrobić jedną szpilkę na dzień, ale z pewnością nie zrobiłby dwudziestu. Jednak przy obecnym sposobie wykonywania tej pracy jest ona nie tylko odrębnym zawodem, ale dzieli się jeszcze na szereg gałęzi, których większość stanowi również pewnego rodzaju odrębne zajęcia. Jeden robotnik wyciąga drut, drugi go prostuje, trzeci tnie, czwarty zaostrza, piąty szlifuje koniec dla osadzenia główki; by zrobić główkę potrzebne są dwie lub trzy oddzielne czynności. Odrębną pracą jest nałożyć ją, inną jeszcze pobielić szpilki; oddzielnym nawet zajęciem jest wetknąć szpilki w papier; w ten sposób ważne rzemiosło wyrobu szpilek jest podzielone na blisko 18 odrębnych czynności, które w pewnych manufakturach wykonują różni pracownicy, chociaż w innych ten sam pracownik wykonuje czasami dwie lub trzy czynności. Widziałem małą pracownię tego rodzaju, gdzie zatrudnionych było tylko dziesięć osób, niektóre z nich wykonywały więc dwie lub trzy odrębne czynności. Chociaż ludzie ci byli bardzo biedni i dlatego skąpo tylko zaopatrzeni w niezbędne maszyny, mogli, gdy się przyłożyli do pracy, wyrobić wspólnie około dwunastu funtów szpilek dziennie. Na funt szpilek przypada z górą 4000 szpilek średniej wielkości. Owe dziesięć osób mogło więc wyprodukować wspólnie ponad 48 000 szpilek dziennie. Ponieważ każda z nich robiła dziesiątą część owych 48 000 szpilek, przeto można uważać, że wyrabiała 4800 szpilek dziennie. Gdyby natomiast każda z tych osób pracowała oddzielnie i samodzielnie i nie była uprzednio wyszkolona w tej specjalnej pracy, to z pewnością żadna z nich nie zrobiłaby dwudziestu, a może nawet i jednej szpilki na dzień; tzn. , że nie wykonałaby 240, a może nawet 4800 części tego, co może wyprodukować teraz dzięki właściwemu podziałowi i współdziałaniu tych różnych czynności.

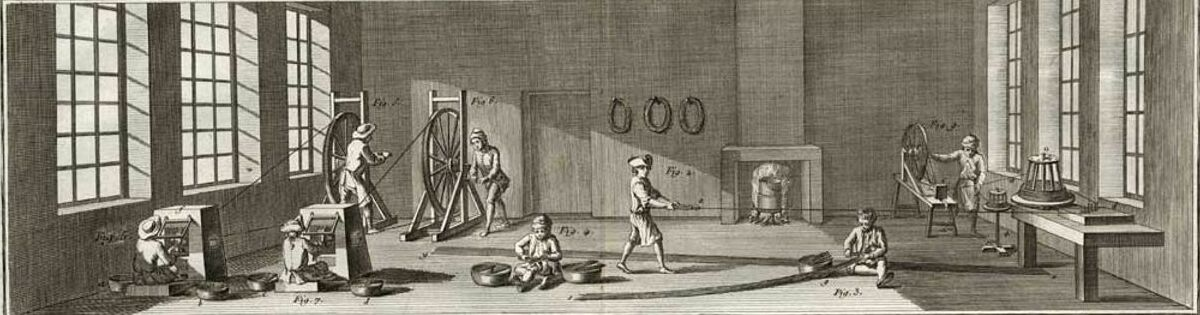
Manufaktura szpilek w Wielkiej encyklopedii francuskiej

To nie Smith jednak ten przykład wymyślił. Wcześniej zjawisko to było opisywane przez Bernarda de Mandeville’a w jego Bajce o pszczołach (1714), jednak w postaci metaforycznej i bez nadania mu takiej nazwy. Sam przykład manufaktury szpilek (wraz z częścią jego analizy) został zaczerpnięty z Wielkiej encyklopedii francuskiej, o czym sam Smith nie poinformował czytelników. O podziale pracy w taki sam sposób pisał też Adam Ferguson w pracy An Essay on the History of Civil Society (1767), czyli jeszcze przed wydaniem Badań nad naturą i przyczynami bogactwa narodów Smitha. Smith uważał jednak, że to jemu należy się pierwszeństwo, jako że głosił już wcześniej te idee w swoich wykładach, i oskarżył Fergusona o plagiat. Ferguson odpowiedział mu listownie, że jedynie czerpał z tego samego francuskiego źródła.
Zdaniem Smitha podział pracy powoduje wzrost produktywności poprzez możliwość specjalizacji robotników, oszczędność czasu związanego ze zmianą stanowiska, oraz poprzez to, że podział taki sprzyja innowacjom technologicznym. W konsekwencji podział pracy jest źródłem rozwoju i bogactwa społeczeństw. Smith opisuje także, w jaki sposób podział pracy jest warunkowany przez tkwiącą w naturze ludzkiej skłonność do wymiany towarów oraz jak jest zależny od wielkości rynku (np. pewne formy podziału pracy mogą się pojawić tylko w dużych miastach). Stąd też stopień podziału władzy może być traktowany jako miara rozwoju gospodarki.
Koncepcja Smitha zyskała szeroki rozgłos, ale jej trafność pod względem ekonomicznym stała się przedmiotem krytyki już wśród współczesnych autorowi. Czołowy zwolennik Smitha wśród przedstawicieli szkockiego oświecenia, Dugald Stewart, przeprowadził krytyczną analizę tej koncepcji. Jego zdaniem, zarówno zysk związany ze specjalizacją, jak i oszczędnością czasu są zbyt małe, by tłumaczyć efektywność tego zjawiska. Główny zysk pochodzi jego zdaniem z innowacji technologicznej. Wkładem Stewarta w analizę podziału pracy było rozbicie procesów produkcyjnych na jak najprostsze czynności, które z kolei łatwiej było mechanizować. W przeciwieństwie do Smitha wskazywał również, że innowacyjność w procesach produkcji pochodzi od działalności przedsiębiorcy (organizatora pracy). To w jego interesie leży innowacyjność i udoskonalanie procesów, a nie w interesie robotnika, dla którego innowacyjność taka może prowadzić do większego obciążenia pracą, czy nawet do zwolnienia (jeśli jego praca stanie się zbędna). Analizy w tym nurcie były kontynuowane przez Charlesa Babbage’a, Melchiorre’a Gioję, Andrew Ure’a.

### Karl Marx
Marx analizował podział pracy w kontekście historycznego rozwoju kapitalizmu. Podział pracy jest zależy od rozwoju sił wytwórczych (środków produkcji i społecznych relacji produkcji). Podstawową rolę odgrywa tutaj rozwój technologii. Marx wpisywał podział pracy w historyczny rozwój społeczeństw, wskazując, że przebiegał on poprzez rozdzielenie pracy wytwórczej i handlu od pracy na roli (a w konsekwencji: rozdzielenie interesów wsi i miast), następnie rozdzielenie przemysłu od handlu, co doprowadziło do wytworzenia się odmiennych gałęzi gospodarki. Jest to proces postępujący, prowadzący do coraz większej specjalizacji i zróżnicowania. Ponieważ jest to proces oparty na mechanizmach samej gospodarki, a nie, jak u Smitha, na naturze ludzkiej, jego konsekwencje dla człowieka są negatywne. Postępujący podział pracy jest jednym z głównych czynników alienacji człowieka, izolując jednostkę od zbiorowości (poprzez nadmierną specjalizację czynności), rozluźniając więź pomiędzy jej pracą a ostatecznym, skończonym produktem oraz sprzyjając instrumentalizacji jednostek przez właścicieli środków produkcji.

### Klasyczna teoria socjologiczna
Dla Smitha i Marxa podział pracy był pojęciem ze sfery ekonomii (chociaż Marx włączał je także w szerszą teorię społeczną). Od drugiej połowy XIX w. pojęcie to stało się istotne również dla kształtującej się socjologii. O podziale pracy („podziale zajęć”) pisał twórca terminu „socjologia” Auguste Comte. Szerszą uwagę poświęcili jej jednak dopiero Herbert Spencer i Émile Durkheim.
Herbert Spencer opisywał społeczeństwo jako ewoluujący organizm, w ramach którego można wyróżnić różne funkcjonalne elementy. Podział pracy jest wynikiem biologicznych procesów rozwojowych, a jego początki można zaobserwować u owadów społecznych (mrówek i pszczół). Jest to jednak ewolucja nadorganiczna, dotycząca koordynacji działań jednostkowych organizmów biologicznych w organizm społeczny. Ewolucja społeczeństw przebiega od form prostych i jednolitych, do złożonych organizmów (społeczeństw) o wyspecjalizowanych, wzajemnie powiązanych funkcjach. Specjalizacja funkcjonalna jest głównym czynnikiem napędzającym podział pracy. Jest to system samorozwijający się, który bezpośrednio służy interesom jednostek, a pośrednio całemu społeczeństwu. Stopień podziału pracy pozwala na klasyfikowanie społeczeństw i ocenę stopnia ich rozwoju.
Centralne miejsce pojęcie to zajęło w teorii Émile’a Durkheima. W pracy O podziale pracy społecznej (1893), Durkheim rozszerzył to pojęcie poza ekonomię, obejmując nim także sferę polityczną, prawną czy administracyjną.
Durkheim wyróżnia dwie podstawowe formy solidarności (więzi spajającej społeczeństwo). Solidarność mechaniczna oparta jest na podobieństwie. Jednostka jest tutaj odbiciem zbiorowości. Wraz z rozwojem społeczeństwa (jego rosnącą gęstością i objętością), świadomość zbiorowa przestaje pełnić dominującą rolę w kształtowaniu jednostki. Jednostki różnicują się i pojawia się pomiędzy nimi podział pracy.
Pozwala to jednostkom wzajemnie uzupełniać się w swoich działaniach, a nie rywalizować. Ten rodzaj więzi, oparty na podziale pracy, różnorodności jednostek i ich wzajemnym dopasowaniu (a nie na świadomości zbiorowej) Durkheim nazwał solidarnością organiczną. Dzięki tej komplementarności i rosnącej integracji, rośnie też wydajność działań i bogactwo społeczeństw. Z perspektywy jednostki podział pracy zyskuje znaczenie emancypacyjne, pozwalając na wykształcenie się świadomości indywidualnej, nie będącej kopią innych. Odróżnia to Durkheima od Marxa, dla którego podział pracy był źródłem alienacji jednostek. Również on jednak zauważał potencjał destruktywny w podziale pracy i wytworzenia się jego patologicznych form, związanych m.in. z anomią.
Już u Spencera podział pracy wiązany był z podziałem zawodów (strukturą zawodową) społeczeństwa. Temat ten został rozwinięty przez Maxa Webera. Wiązał on podział pracy z procesami modernizacji społeczeństw. Weber wprowadził pojęcie zawodu (Beruf), pod którym rozumiał „każdą specjalizację, specyfikację i kombinację osiągnięć jednostki, która stanowi podstawę wyżywienia i zarobku”. Podział pracy analizowany był u niego właśnie jako podział zawodowy w społeczeństwie.

### Naukowe zarządzanie

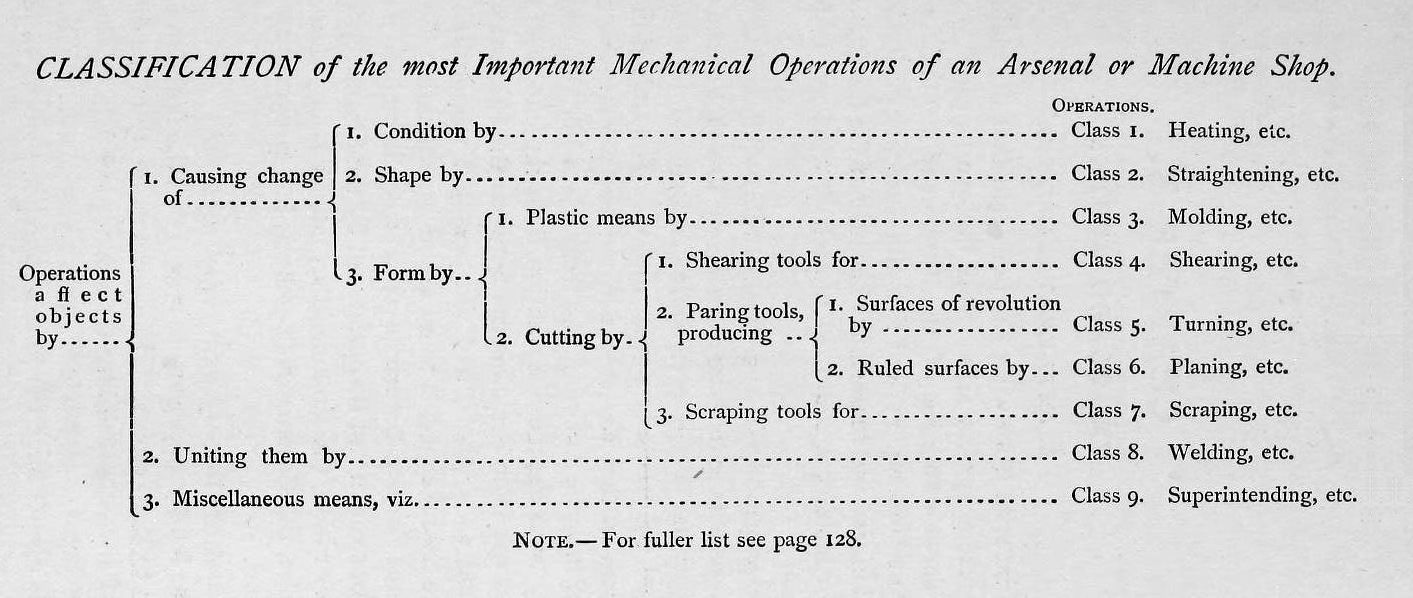
Klasyfikacja czynności w zakładzie mechanicznym (Henry Metcalfe, The Cost of Manufactures and the Administration of Workshops, Public and Private, 1885)

W XX wieku idea podziału pracy opisana przez Adama Smitha stała się podstawą naukowego zarządzania (tayloryzmu). Twórca tego podejścia, Frederick Winslow Taylor, dążył do takiego zorganizowania produkcji, by maksymalizować produktywność poprzez minimalizowanie czasu na wykonywanie poszczególnych zadań i eliminację zbędnych czynności. W tym celu należało dokonać szczegółowego opisu procesów produkcyjnych, dzieląc je na jak najprostsze elementy przydzielane następnie robotnikom. Pozwalało to także na zmniejszenie wymaganego poziomu wiedzy i umiejętności u robotników i skracało czas konieczny na ich szkolenie . Naukowe zarządzanie było popularną koncepcją zarządzania do połowy XX w., stosowaną w wielu zakładach produkcyjnych (np. w fabrykach Henry’ego Forda). Od lat 50. XX w. zarzucono wiele radykalnych twierdzeń naukowego zarządzania, wskazując np. na pozytywne dla efektywności rezultaty zwiększania kompetencji pracowników i różnorodności ich zadań, a także wartość pracy grupowej . Duże znaczenie miały też zmiany w przemyśle, odejście od produkcji masowej wielu produktów i rozwój nowych form zarządzania (np. Just-in-time).

### Międzynarodowy podział pracy

Kraje powyżej (niebieskie) i poniżej (pomarańczowe) średniego światowego produktu krajowego brutto w przeliczeniu na mieszkańca (Międzynarodowy Fundusz Walutowy, 2010)

Zastosowanie pojęcia podziału pracy do międzynarodowych stosunków gospodarczych było dziełem Davida Ricardo, roz
Sama idea pojawiła się już wcześniej (m.in. u Smitha, Marxa czy Roberta Torrensa), lecz nie była szerzej rozwinięta. W swojej pracy Zasady ekonomii politycznej i opodatkowania (1817) David Ricardo przedstawił teorię przewagi komparatywnej, zgodnie z którą handel międzynarodowy jest bardziej opłacalny dla jego stron, jeśli istnieje między nimi znacząca różnica w kosztach produkcji dóbr podlegających wymianie. Prowadzi to w konsekwencji do specjalizacji w produkcji określonych dóbr. Teoria przewagi komparatywnej została w XX wieku uzupełniona o twierdzenie Heckschera-Ohlina, zgodnie z którym dane państwo będzie eksportowało te towary, do wytworzenia których zużywa się relatywnie dużo czynnika produkcji w danym kraju względnie obfitego, a sprowadzało z zagranicy towary, których produkcja wymaga relatywnie dużo czynnika produkcji w danym kraju względnie rzadkiego. Te dwie koncepcje stały się podstawą teorii międzynarodowego podziału pracy.
Międzynarodowy podział pracy oznacza więc coś zasadniczo odmiennego niż podział pracy w procesie produkcyjnym. Nie jest to podział zadań w ramach produkcji, lecz specjalizacja w wytwarzaniu odmiennych produktów, które następnie są wymieniane, a które dzięki specjalizacji mają bardziej korzystne ceny.
W 1980 r. Folker Fröbel, Jürgen Heinrichs i Otto Kreye opublikowali wpływową książkę The New International Division of Labour opisującą stan światowej gospodarki począwszy od lat 70. XX w. i związanych z postępującą globalizacją. Nowy międzynarodowy podział pracy (New international division of labor, NIDL) charakteryzować się miał dwiema cechami:
1. odchodzeniem od podziału świata na dwie grupy państw: pierwszą – wysoce uprzemysłowioną, i drugą (większościową) dostarczającą surowców,
2. coraz większym rozbiciem procesów produkcyjnych i ich geograficznym rozproszeniem.

Chociaż cechy te występowały już wcześniej, to od lat 70. XX w. można zaobserwować ich znaczną intensyfikację, objęcie międzynarodowym podziałem pracy nowych obszarów (w Azji, Ameryce Łacińskiej, Afryce) i powstaniem wielu korporacji transnarodowych. Na skutek tych procesów, rzesze nisko wykwalifikowanych pracowników stały się dostępne dla tych korporacji i zostały włączone w globalne procesy produkcyjne.

### Podział pracy ze względu na płeć
Podział pracy ze względu na płeć (także: seksualny, genderowy czy płciowy podział pracy) oznacza podział pracy pomiędzy płciami, tzn. uznawanie pewnych zajęć za męskie lub kobiece. W szczególności odnosi on do rozdziału na prace domowe i opiekuńcze (przydzielane kobietom) i prace zarobkowe (przydziale mężczyznom). Podział ten wiąże się także z tradycyjnym podziałem na sferę prywatną (domową) i publiczną.

#### Antropologia kulturowa

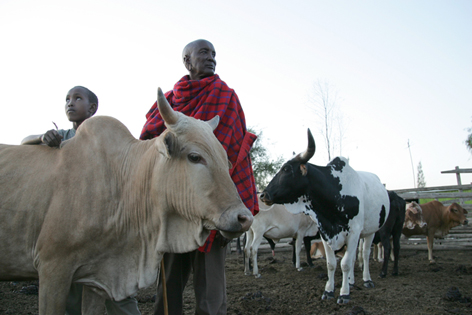
W społeczności Masajów opieka nad bydłem jest zajęciem przypisanym mężczyznom

Seksualny podział pracy występował powszechnie w historycznych społeczeństwach. Poszczególne zajęcia uznawane za męskie czy kobiece były jednak zależne od kultury i rozwoju gospodarczego społeczeństwa. W ramach danej kultury podział pracy jest zwykle postrzegany jako naturalny, oczywisty i niezmienny. Opisem tego podziału zajmowali się liczni antropolodzy (np. szerokie badania porównawcze George’a Murdocka).
Do zajęć, które są w ten sposób często klasyfikowane, należą m.in. :
- zajęcia męskie: walka, przywództwo polityczne, łowiectwo, połowy, hodowla dużych zwierząt, rzeźnictwo, bartnictwo, wycinka drzew, górnictwo, budowanie łodzi, instrumentów muzycznych, przedmiotów zdobionych z kości, rogu i muszli, oczyszczanie terenu i przygotowanie gleby pod uprawę, budowanie domów, powroźnictwo i plecenie sieci;
- zajęcia kobiece: opieka nad dziećmi, zbieractwo, przygotowywanie i przetwarzanie żywności, pranie, dostarczanie wody, przędzenie, zbieranie opału (chrustu, suchych odchodów).

Taka klasyfikacja nie występuje jednak we wszystkich kulturach, np. wśród Aetów na Filipinach to kobiety zajmują się łowiectwem, a u Jorubów kobiety były przywódcami politycznymi i religijnymi. Podział pracy jest też historycznie zmienny. Wraz z postępowaniem rewolucji neolitycznej, rozwojem intensywnego rolnictwa i uprawy zbóż, w wielu społeczeństwach udział kobiet w wytwarzaniu pożywienia się zmniejszał, na rzecz przetwarzania pożywienia (i prac domowych). W społeczeństwach opierających się na uprawach nie wymagających tak intensywnego nadzoru podział pracy nie był tak rygorystyczny. U ludu Mbuti, zajmującym się uprawą manioku, seksualny podział pracy jest prawie niewykształcony. Wśród wielu ludów Azji, Ameryki Południowej i Afryki, seksualny podział pracy ukształtował się w odmienny sposób aniżeli w społeczeństwach zachodnich. Wraz z wystawieniem tych społeczeństw na wpływy związane z kolonializmem, a później z globalizacją, zaczęły one ulegać zachodnim wzorcom seksualnego podziału pracy.

#### Społeczeństwa nowoczesne

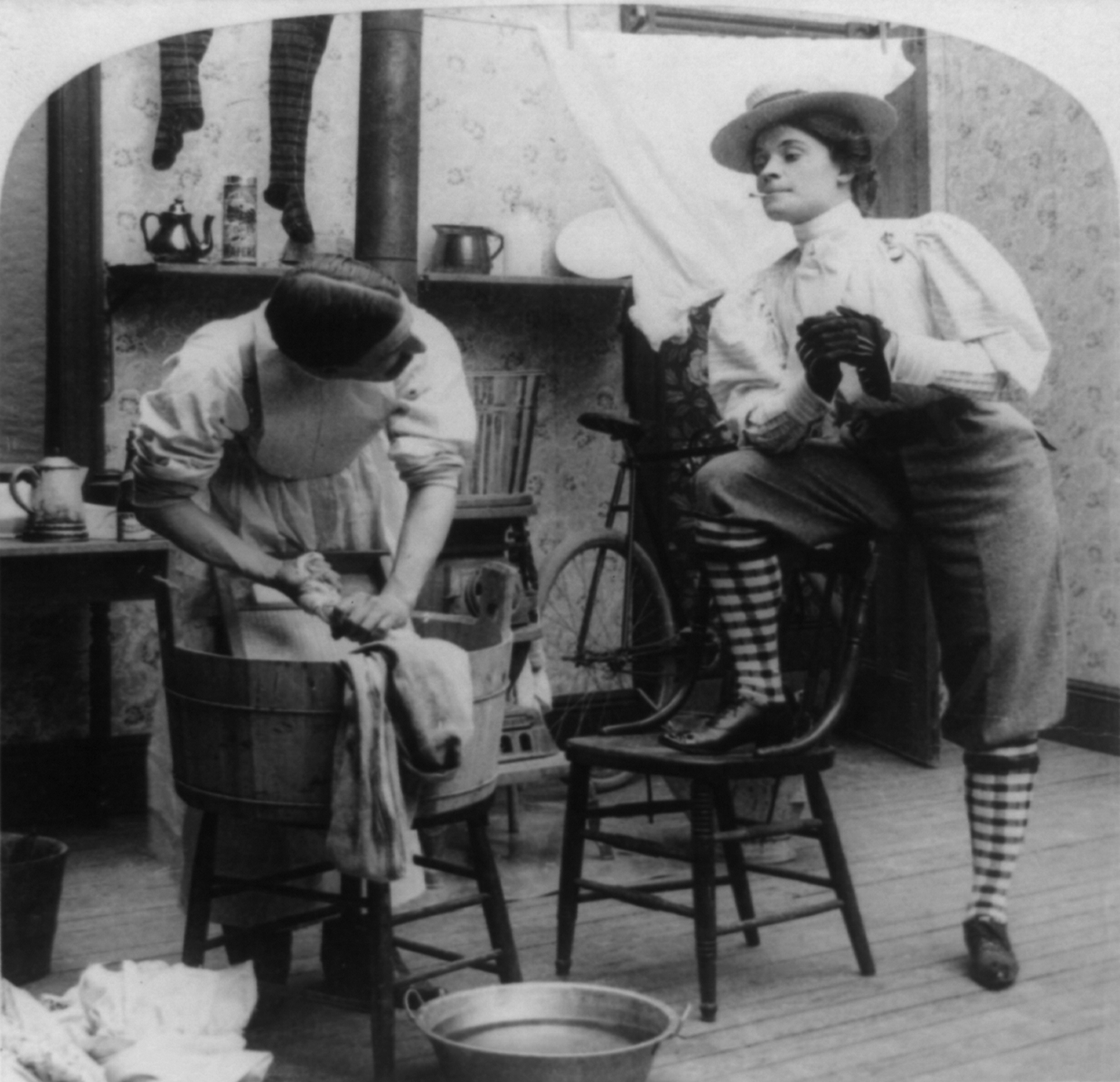
Antyfeministyczne karykatury często pokazywały odwrócenie ról związanych z podziałem pracy w rodzinie

W społeczeństwach uprzemysłowionych doszło do odmiennego seksualnego podziału pracy. Praca produkcyjna została wyprowadzona poza gospodarstwo domowe i przeniesiona do zakładów pracy. Doprowadziło to do podziału na pracę nadal prowadzoną w domu (praca domowa i opiekuńcza), przypisywaną kobietom, oraz pracę zarobkową, zewnętrzną, przypisywaną mężczyznom. Każda z tych form pracy wykonywana była w innej sferze życia (prywatnej i publicznej). Wiązano również z nimi odmienne cechy charakteru i role rodzinne. Ze sferą pracy zarobkowej wiązano cechy męskie takie jak siła, brak emocjonalności, odpowiedzialność za utrzymanie rodziny. Natomiast cechy kobiece związane były z emocjonalnością i opiekuńczością. Taki model rodziny obecny był jako wzorzec w wielu rozwiniętych społeczeństwach Zachodu. W drugiej połowie XX wieku ten wzorzec rodziny i obowiązującego w niej podziału pracy uległ głębokim przemianom, spowodowanym zmianami w gospodarce i w stylach życia, a także przemianami światopoglądowymi (m.in. spowodowanymi przez krytykę feministyczną). Nastąpiło szerokie wejścia kobiet na rynek pracy, w tym do zawodów tradycyjnie przypisywanych mężczyznom. Płciowy podział pracy w społeczeństwie nie jest tak ostry jak przed kilkoma dekadami, jednak nadal występuje w postaci np. luki płacowej, feminizacji i maskulinizacji poszczególnych zawodów czy utrudnieniach w dostępie do nich.